# Scopula caricaria
Scopula caricaria is een vlinder uit de familie spanners (Geometridae). De wetenschappelijke naam is voor het eerst geldig gepubliceerd in 1853 door Reutti.
De soort komt voor in Europa.